# Ranchería Espaldilla
Ranchería Espaldilla är en ort i Mexiko.   Den ligger i kommunen Misantla och delstaten Veracruz, i den sydöstra delen av landet, 240 km öster om huvudstaden Mexico City. Ranchería Espaldilla ligger 261 meter över havet och antalet invånare är 219.
Terrängen runt Ranchería Espaldilla är lite kuperad. Runt Ranchería Espaldilla är det ganska tätbefolkat, med 134 invånare per kvadratkilometer. Närmaste större samhälle är Misantla, 3,9 km söder om Ranchería Espaldilla. Omgivningarna runt Ranchería Espaldilla är en mosaik av jordbruksmark och naturlig växtlighet.